# Hit (vallás)

Vallási szimbólumok

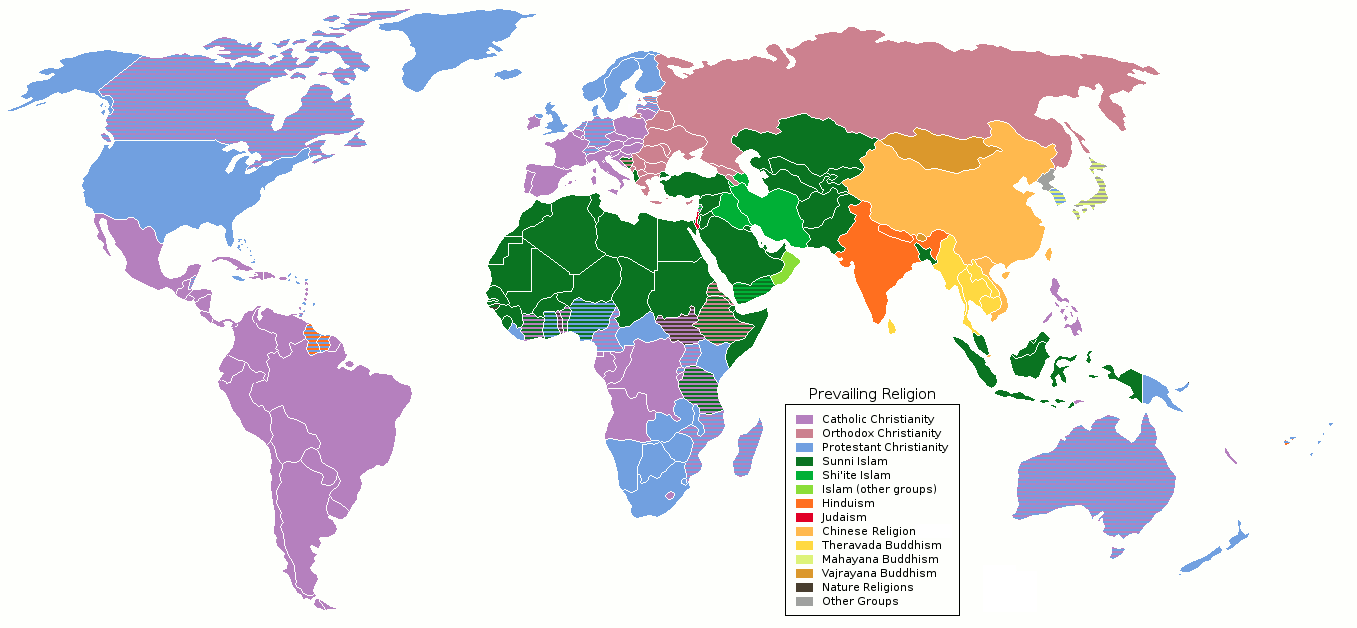
Térkép a világvallások elterjedtségéről államok szerint

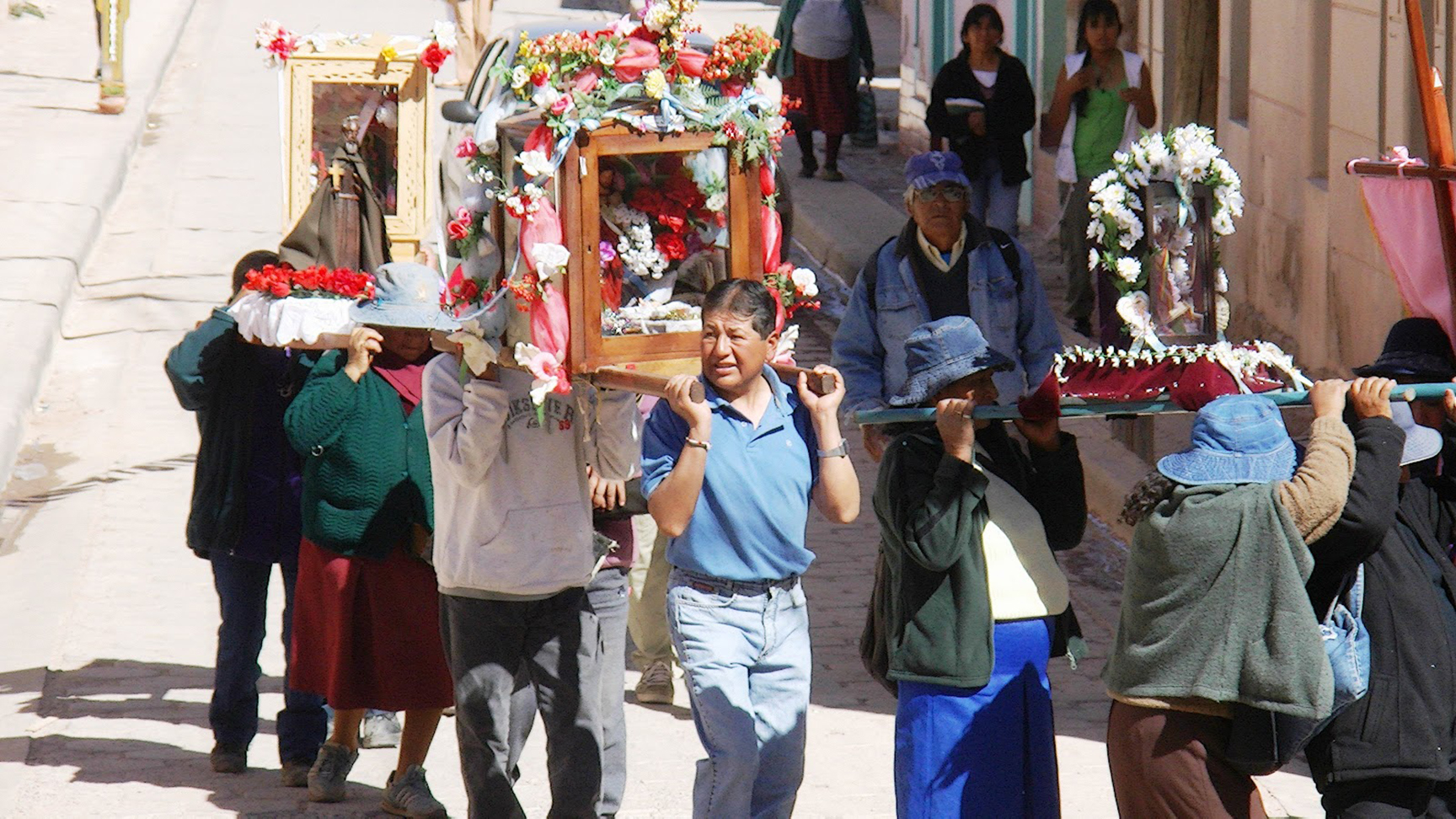

Vallásos értelemben a hit fogalma alatt a hitnek azt a jelentését, formáját értjük, amikor valaki egy vallás tanítását igaznak fogadja el.

## A hit a Bibliában
A közvéleményben gyakran téves eszme él a keresztény hit mibenlétéről: aki hisz, az "elhiszi" Isten létezését, esetleg Krisztus istenségét, az üdvösséget stb. A bibliai hit fogalma azonban merőben más: 
- a hit az ember helyes lelki magatartása Isten iránt, míg a hit hiánya az Istennel ellentétes, természetellenes állapot.[1]

A bibliai értelemben vett hit alapját egy erős meggyőződés képezi, nem pedig egy bizonytalan "elhivés". Ez közelebbről véve a feltétel nélküli bizalmat jelenti a Teremtő hatalmában és erkölcsi jellemében - igazságosságában és irgalmasságában.
Minél inkább látja az ember Isten hatalombeli nagyságát és a tökéletes igazságot és szeretetet megtestesítő jellemét, annál inkább felismeri a maga gyengeségét az erkölcsi erő szempontjából. Ezen az alapon igazi, őszinte alázatra jut Isten előtt.
A következő lépés a hit cselekvése. Jakab apostol írja, hogy míg cselekedet nincs, addig nem lehet teljes hitről beszélni.
A hit utolsó lépése vagy eleme a mély hála, a szeretet elmélyülése Isten iránt azért, amit az emberért cselekszik. Ez a hála magában foglalja azt a vágyat az ember részéről, hogy egész életét Isten tulajdonának tekinti. A hitnek ez az utolsó lépése kimutatja az ember erkölcsi értékét. Az önző ember szívesen elvesz javakat a maga számára, ezzel szemben az igazi istenfélő ember teljes önfeláldozással dolgozik másokért, Krisztus jellemét követve: Krisztus áldozatára való viszont-áldozatként adva oda egész lényét, életét és minden szolgálatát.

### A hit az Ószövetségben
Az Ószövetségben nem a hit, hanem az Örökkvaló Isten és népe közötti szövetségi kapcsolat, valamint az életvitel volt a vallásos gondolkodás középpontjában. Ennek ellenére az Istenben való bizalom számos ószövetségi alak életében meghatározó volt, a pátriárkáktól a késői prófétákig.

### A hit az Újszövetségben
|  | „„A hit tehát hallásból van, a hallás pedig a Krisztus beszéde által.”” |
|  | – Pál levele a rómaiakhoz 10,16-17                                      |

Újszövetségi szempontból a „hit” szó, amely a görög eredetiben πιστις (pisztisz), elsősorban a bizalmat, erős meggyőződést tartalmazza. A szövegkörnyezettől függően a görög szó jelenthet „hűséget” is. (A thesszalonikéiaknak írt első levél 3:7; Pál apostolnak Titushoz írt levele 2:10).
A zsidókhoz írt levél szerzője a hit szerepéről szólva azt mondja: 
|  | „A hit pedig a reménylett dolgoknak valósága, és a nem látott dolgokról való meggyőződés. ” |
|  | – A zsidókhoz írt levél 11:1, Károli Biblia                                                 |

Az itt valóságnak fordított, görög Υποστασις (hüposztaszisz) szó gyakran előfordul ősi, papiruszra írt üzleti dokumentumokban, és azt a gondolatot tartalmazza, hogy egy szerződés (szövetség) biztosítékok cseréjén alapul, amely garantálja a szerződésben leírt javak jövőbeni átadását. Ennek megfelelően Moulton és Milligan görög szótárukban a következő fordítást javasolják: „A hit a reménylett dolgok birtoklevele”.
Az itt meggyőződésnek fordított görög Ελεγμος (elegmosz) szó pedig a bizonyíték bemutatását jelenti egy dologra, leginkább olyanra, ami a dolgok látszólagos állapotával szemben áll. Az Újszövetség szerint a bizonyíték világossá tesz valamit, ami korábban nem volt látható, és megcáfol valamit, ami csak látszólag volt igaz. Ez a meggyőző bizonyíték rendkívül pozitív és erőteljes dolog. A hit tehát biztos meggyőződés arról, hogy amit Isten Igéje mond, az mindig, minden körülmények között igaz és megvalósul.

Ugyanitt a 6. vers leírja a hit jelentését és gyakorlati szerepét: 
|  | „Hit nélkül pedig lehetetlen Istennek tetszeni; mert aki Isten elé járul, hinnie kell, hogy ő létezik és megjutalmazza azokat, akik őt keresik. ” |
|  | – A zsidókhoz írt levél 11:6, Károli Biblia |

A hit tehát kifejezi az ember belső magatartását Isten felé.
Az újszövetségi szerzők kifejtik, hogy a hitről való fogalmuk az Ószövetségben gyökerezik.
Emellett egybekapcsolják, ill. egyenlőségjelet húznak az Istenbe vetett hit és a Jézusban való hit között. János evangéliuma különösen hangsúlyos ezen a területen, ahol leírja Jézus szavait: 
„Mert az Atya nem ítél senkit, hanem az ítéletet egészen a Fiúnak adta; hogy mindenki úgy tisztelje a Fiút, miként tisztelik az Atyát. A ki nem tiszteli a Fiút, nem tiszteli az Atyát, a ki elküldte őt.”
Amikor megkérdezték Jézustól: „Mit csináljunk, hogy az Isten dolgait cselekedjük?”, azt válaszolta: „Az az Isten dolga, hogy higyjetek abban, a kit ő küldött.”
Az úgynevezett általános hiten kívül, amelynek jutalma az üdvözülés, a Biblia beszél a hitről mint
- lelki ajándékról: mikor valaki egy kritikus helyzetben különleges módon tud hitet gyakorolni Isten Igéjében, és ezt Isten természetfölötti módon megjutalmazza.[7]
- ami az Isten fegyverzetének része: pajzs az ellenség támadásainak kivédésére.[8]
- a Lélek egyik gyümölcséről (hűség értelemben), amely az Úrral való együttélés következménye a hívő életében.[9]

A hitet növelni lehet Isten Igéjének hallása és megvallása, könyörgés, böjt és Szent Szellemmel való ima által. A hit tárgya megvallás által lesz hathatós a hívő életében.[forrás?]
Összefoglalva az Újszövetség hitfelfogását, a hit elsősorban ráhagyatkozás Isten kinyilatkoztatásaira. Ez a hit Istennek a Szentlélek ajándéka által prédikált Igéje hallásából származik. „Azért a hit hallásból van, a hallás pedig Isten ígéje által.” (A rómaiakhoz írt levél 10:17) Ezentúl a hit lehet a Szentlélek gyümölcse, ajándéka, és lelki „fegyver” is.

## Iszlám
Az iszlámban az ímán (arab: إِيمَان) szó az Allahba és Mohamed prófétába, Mohamed üzenetének tartalmába vetett hitet és bizalmat fejezi ki. A Koránban ezért az ímán (hit) és az iszlám (Isten iránti elkötelezettség) sokszor azonos értelemben szerepel.

## A hit vallásfilozófiája
Az olyan empirista alapú filozófiák és filozófusok, mint a pozitivizmus, illetve a modern analitikus filozófia  sok képviselője, többnyire nem fogadják el a vallásos hitet a megismerés forrásának, mert csak a tapasztalati úton igazolt ismeretet fogadják el tudásnak, és a hitet és a tudást elválasztják egymástól. "Ha valami elvileg túl lenne a lehetséges tapasztalaton, akkor nem lehetne sem elmondani, sem elgondolni, s kérdéseket sem lehetne feltenni vele kapcsolatban" – írta Rudolf Carnap (A Metafizika Kiküszöbölése a Nyelv Logikai Elemzésén Keresztül). . Ugyanakkor például a hívő Werner Heisenberg, a jórészt elméleti és nem tapasztalati alapokon létrejött kvantumfizika egyik alapítója, hamar elfordult az elméleti gondolkodást szerinte nem segítő pozitivizmustól. "Tudományos munkánk a fizikában abból áll, hogy kérdéseket teszünk fel a természetről a rendelkezésünkre álló nyelven és megpróbálunk választ kapni a kísérletekből a rendelkezésünkre álló módokon" - írta.
Az ilyen filozófiák számára a hit nem a megismerés egyik formája, hanem csupán 
szociológiai, pszichológiai jelenség, amelynek társadalmi és lélektani funkciói vizsgálhatóak. Az ilyen jellegű vallásfilozófia Európában elfogadott, de az USA-ban jelentős érvelésre van szükség még ahhoz, is, hogy az ilyen vizsgálódás lehetőségét elfogadják, mint azt Daniel Dennett Breaking the Spell c. könyve demonstrálja (Dennett 2006).
Az intézményteremtő vallások szempontjából az adott vallás gondolatrendszerét legalább alapvető elemeiben elfogadó hit szükséges feltétele az adott valláshoz tartozásnak, de köznapi értelemben a magukat semmilyen valláshoz nem sorolók is gyakran számolnak be arról, hogy hisznek valamiben. Vallásos és nem vallásos emberek is nyitottak lehetnek az áltudományos elméletekben való hit iránt, egymásnak ellentmondó tudományos elméletekben hihetnek, sőt általában elmondható, hogy a tudományos elméletek köznapi elfogadása ugyanúgy tekintély alapon, "hit" útján történik, mint a vallások dogmáié. Az omnisták az összes vallásos hitet elfogadják, az ateisták általában egyiket sem. A köznapi gondolkodásban a vallásos hit teljes elfogadása és teljes elutasítása közt rengeteg átmeneti nézet létezik, ami gyakran okoz nehézséget a világnézetet kutató statisztikák számára és vitákat gerjeszt értelmezése körül.